# Cladiella tulearensis
Cladiella tulearensis is een zachte koraalsoort uit de familie Alcyoniidae. De koraalsoort komt uit het geslacht Cladiella. Cladiella tulearensis werd in 1944 voor het eerst wetenschappelijk beschreven door Tixier-Durivault.